# Plenični izpuščaj
Plenični izpuščaj, plenični dermatitis ali dermatitis pod plenico je nealergijsko dražeče vnetje kože v predelu plenic  zaradi vpliva vlage, znoja, seča, ostankov blata, pralnih praškov iz plenic in sekundarne okužbe z glivo Candida albicans. Spremembe se najpogosteje pojavljajo pri otrocih, pojavijo se pa lahko tudi pri starejših inkontinenčnih osebah, ki uporabljajo plenice.

## Vzroki
Najpogostejši vzrok za nastanek pleničnega izpuščaja je draženje kože z izločki (seč in blato). Pod plenicami je koža vlažna, topla in razdražena, zmanjšana kislost omogoča aktiviranje encimov v blatu, ki nato poškodujejo kožo. Vlažno in toplo okolje pod plenico omogoča razrast glivic kvasovk iz rodu Candida, ki so lahko normalne flore prebavil. K razvoju glivične okužbe lahko dodatno prispevata uživanje antibiotikov in driska. Vnetje kože pod plenico lahko povzroči tudi bakterijska okužba, ki se lahko pojavi skupaj z vnetjem žrela. Redkeje je vzrok pleničnega izpuščaja pomanjkanje cinka.

## Pogostnost
Sicer se je s pojavom plenic za enkratno uporabo in razvojem materialov, ki močneje vpijajo vlago, število prizadetih otrok zmanjšalo, vendar se plenični izpuščaj še vedno pojavlja. Skoraj pri vsakem otroku do 3. leta starosti se vsaj enkrat pojavi plenični izpuščaj, najpogosteje med 9 in 12 mesecem starosti, ko dojenček še večino časa sedi ter se že prehranjuje s trdno hrano, ki lahko spremeni kislost blata.

## Znaki in simptomi
Koža pod plenico je pordela, otekla in rosi. Lahko je pokrita z mehurčki in erozijami. Značilno je, da koža ni vneta v kožnih gubah, če plenični izpuščaj povzročajo izločki. Pri dodatni okužbi z glivo C. albicans pa so vidne tudi satelitske bunčice (papule) in pustule, koža pa je lahko vneta tudi v kožnih gubah. Če je prišlo do bakterijske okužbe prizadetega predela, je lahko vneta koža pokrita z gnojnimi mehurčki, erozijami in krastami.

## Zdravljenje
V začetni fazi v večini primerov zadostujtae pravilna nega in higiena. Pri blažjih vnetjih lahko pomaga uporaba mazil, ki pomirjajo vneto kožo, jo ščitijo pred draženjem ali pospešujejo obnavljanje in celjenje kože (npr. praška pasta oz. mazila s cinkovim oksidom, mazilo z dekspantenolom, ribje mazilo). Priporočljivo je otroka puščati nekaj časa brez plenice, tako da se koža zrači. V hujših primerih ali kadar pride do okužbe, je potrebno zdravljenje pod zdravniškim nadzorom.
Ko je koža močno vneta, rosi in je pokrita z erozijami, se na prizadete predele aplicirajo obkladki s fiziološko raztopino. Uporabljajo se lahko kreme s šibkimi ali zmerno močnimi kortikosteroidi. Če je prišlo do glivičnega vnetja, se koža maže z azolnimi antimikotiki, pri bakterijskem vnetju pa se plenični izpuščaj zdravi z antibiotiki, npr. fusidno kislino.